# Proteuxoa poliophracta
Proteuxoa poliophracta är en fjärilsart som beskrevs av Turner 1908. Proteuxoa poliophracta ingår i släktet Proteuxoa och familjen nattflyn. Inga underarter finns listade i Catalogue of Life.